# フランク・ジュリエッティ
フランク・ジュリエッティ（Franck Jurietti, 1975年3月30日 - ）は、フランス出身の元サッカー選手。ポジションはディフェンダーで、主にサイドバックを務める。
2005年、30歳にして初キャップを記録した遅咲きのサイドバック。両サイドでプレー可能であり、層の薄いフランス代表の貴重なバックアッパーになる事が期待されたが、その後招集を受けるに至っていない。

## 所属クラブ
- オリンピック・リヨン　1993-1994
- FCグーニョン　1994-1997
- SCバスティア　1997-2000
- ASモナコ　2000-2001
- オリンピック・マルセイユ　2001-2002
- ASモナコ　2002-2003
- FCジロンダン・ボルドー　2003-2010

## タイトル
- オリンピック・リヨン

Coupe Gambardella : 1994
- FCジロンダン・ボルドー

リーグ・アン : 2008-2009
クープ・ドゥ・ラ・リーグ : 2006-07, 2008–09
トロフェ・デ・シャンピオン : 2008, 2009